# Lacul Toplitz
Lacul Toplitz (în germană Toplitzsee) este un mic lac de munte (718 m deasupra nivelului mării) din comuna Grundlsee, în partea stiriană a regiunii Salzkammergut, la poalele sudice ale munților Totes Gebirge („Masivul Mort”), la 98 km de Salzburg. Scurgerea lacului Toplitz este prin râul Toplitz, care se scurge prin Traun în Dunăre. Toplitz este un lac meromictic cu o stratificare clar pronunțată. Apa nu mai conține oxigen începând de la adâncimea de cca. 20 m și salinitatea crește semnificativ cu adâncimea. Există legenda că naziștii ar fi ascuns în lac aur și comori de artă la sfârșitul celui de-al Doilea Război Mondial. Până în prezent, însă, au fost găsite doar lăzi cu bani falși și obiecte legate de război. Cu malurile sale nedezvoltate și pădurile adiacente, lacul oferă un habitat prielnic pentru multe specii de animale și plante și este protejat din 1991. Lacul Toplitz este deținut de societatea pe acțiuni proprietate de stat Österreichischen Bundesforste (Pădurile Federale Austriece) și este o atracție turistică datorită așezării sale frumoase.

## Geografie
Lacul Toplitz este tăiat ca un fiord în munții Totes Gebirge. În nord se află munții Gößler Wand și Beerenkogel (1194 m dnm), în sud se înalță povârnișuri abrupte împădurite. Malurile sunt în pantă abruptă, doar cu puțin mai line pe partea de vest, lângă scurgere, și pe partea de nord-est, la tranziția către lacul Kammersee, în rest dominând stâncile. Lacul, care se întinde de la sud-vest la nord-est, are o lungime de 1,9 km și o lățime maximă de 400 m. Suprafața este de aproximativ 54 de hectare și adâncimea medie este de 62 m. Bazinul subacvatic are pante abrupte, cu excepția zonei de nord-est. Doar de la o adâncime de aproximativ 80 de metri gradientul scade treptat și se extinde o zonă de fund relativ mare, cu o adâncime maximă de 103 m. Volumul apei este de 33,7 milioane de metri cubi.

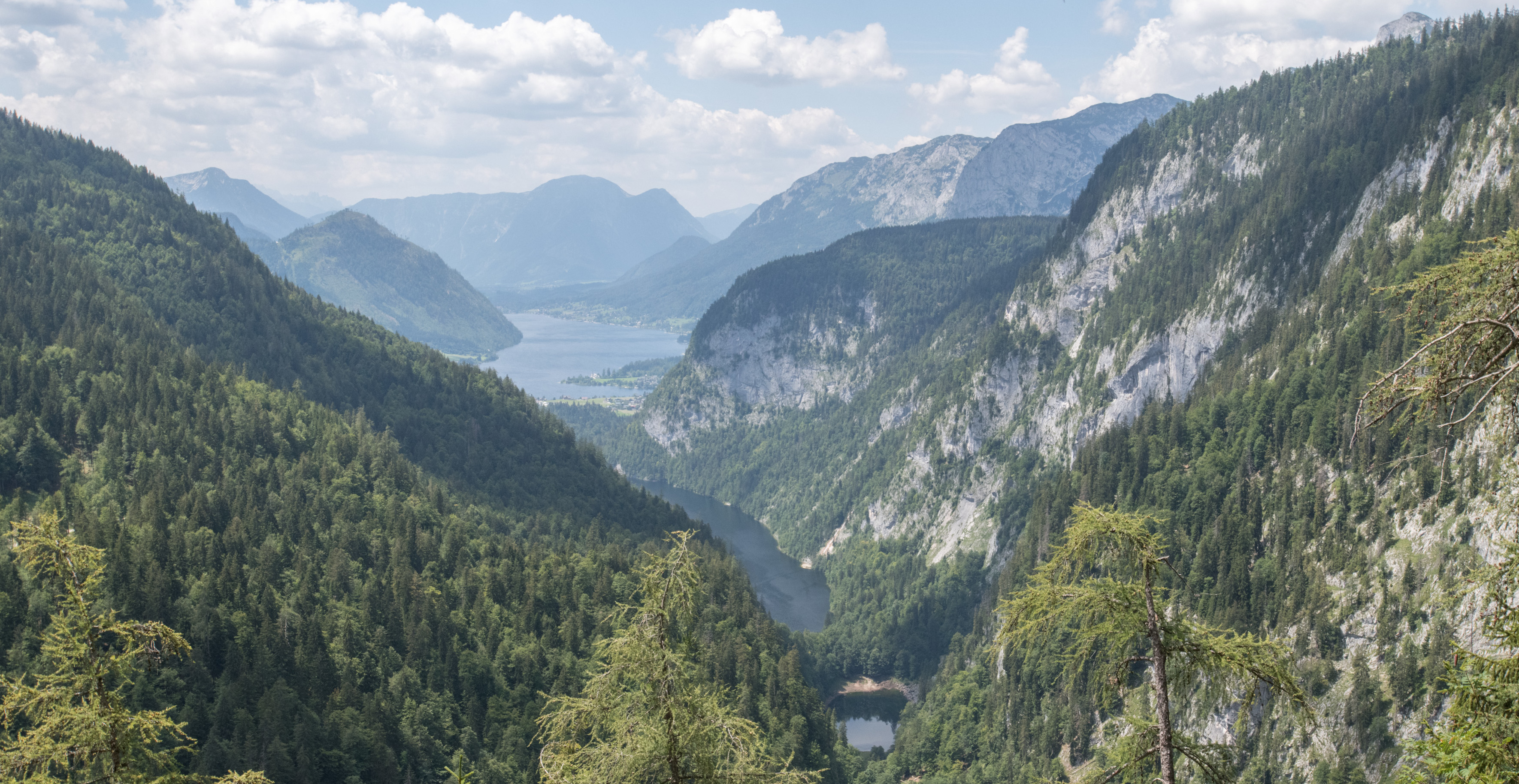
Vedere spre cele trei lacuri spre sud-vest. Din față spre spate: Kammersee, Lacul Toplitz și Grundlsee

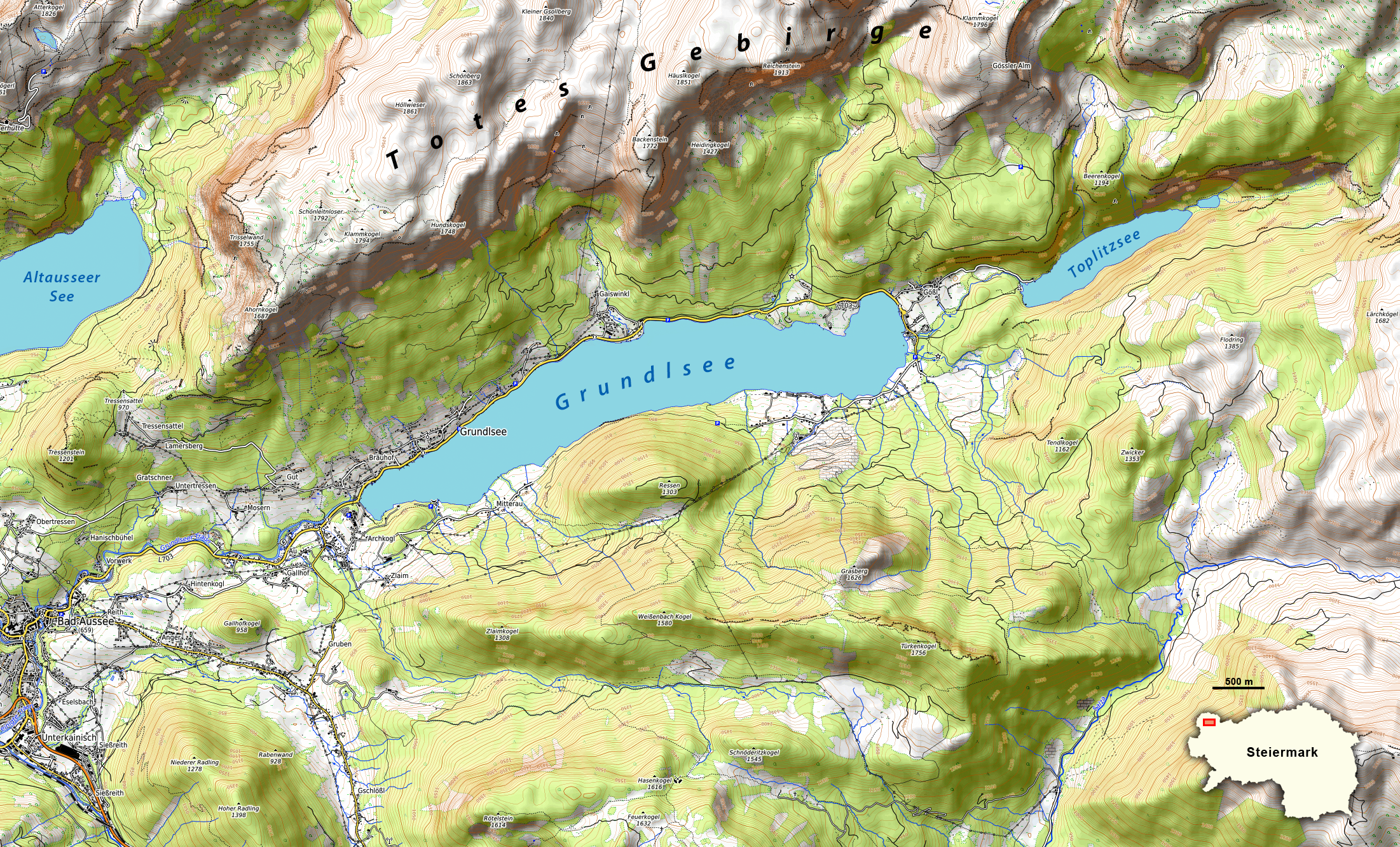
Harta topografică a lacului Toplitz cu Grundlsee („lacul Grundl”)

## Hidrologie

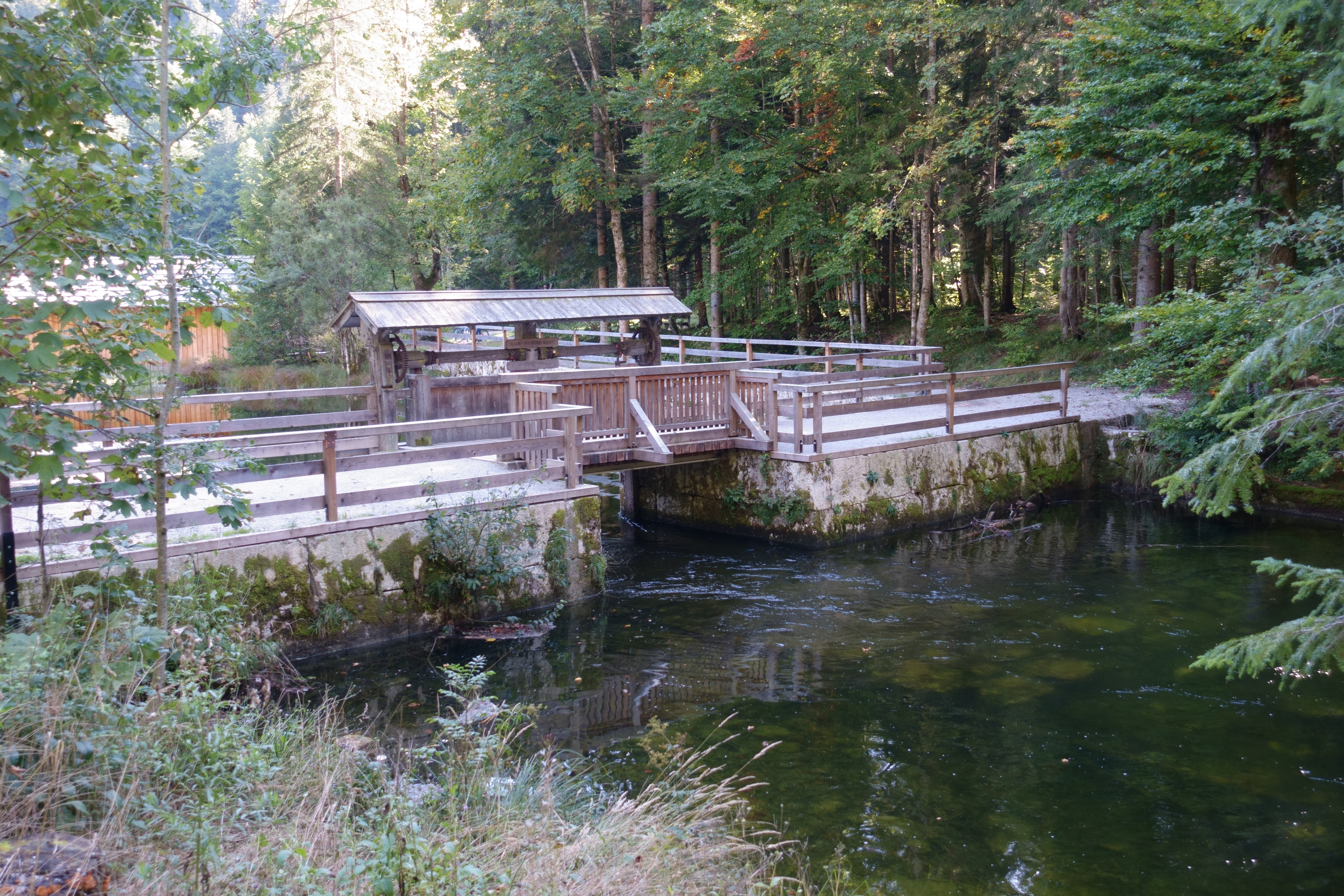
Sistemul de ecluze al lacului Toplitz este un monument protejat

Bazinul hidrologic al lacului Toplitz are o suprafață totală de 70,7 km² și se află în întregime în Totes Gebirge. Lacul este alimentat în principal subteran de un sistem carstic alimentat de lacurile Lahngang. Lacul Toplitz mai primește un alt flux de la Kammersee, situat imediat la est, care este conectat printr-un canal artificial forat în stâncă. Dar aceasta transportă apă doar în anii foarte ploioși și la topirea zăpezilor. 
Scurgerile din lacul Kammersee („lacul Kammer”) spre lacul Toplitz are loc și în subteran. Lacul este alimentat și de cele două pâraie Vorderbach și Hinterbach, care cad în lac dinspre nord. Toplitz, care se varsă în Grundlsee („lacul Grundl”) după 1,6 km, părăsește lacul în vest la Seeklause, unde un pod trece peste scurgere. Debitul mediu de scurgere este de 5,94 m³/s.[1]

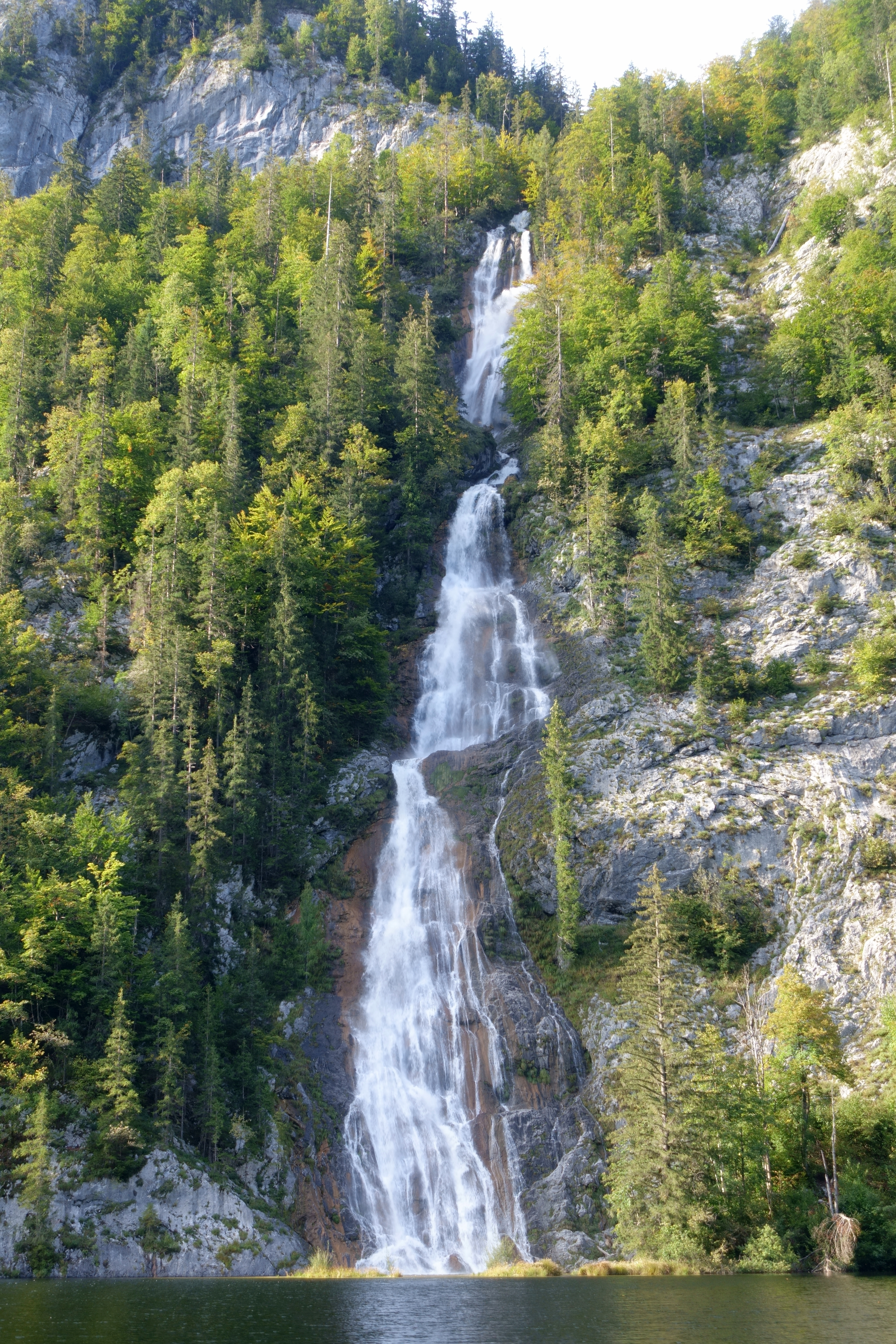
Hinterbach cade în mai multe cascade în lacul Toplitz

## Istoric

### Stația navală experimentală
Din 1943 până în 1945 a existat o stație de testare a Institutului de Cercetare Chimo-Fizică al Marinei Militare (Chemisch-Physikalischen Versuchsanstalt der Marine CPVA) la lacul Toplitz. Activitatea CPVA la Toplit a constat în principal în testarea explozibililor și a armelor. Procesele fizice în timpul utilizării au fost măsurate și parțial fundamentate teoretic. Condițiile netulburate necesare pentru aceasta nu puteau fi garantate într-un mediu marin, drept caare s-a căutat un lac adânc. În timpul primelor încercări la Pulvermaar (lângă Daun, Renania-Palatinat) și Attersee din Alpii austrieci, exploziile subacvatice au cauzat pagube majore populației de pești, iar CPVA a intrat în conflict cu pescarii locali și cu Ministerul Reichului pentru Alimentație și Agricultură. Prin urmare, CPVA a fost nevoit sa abandoneze aceste locuri. Deoarece populația de pești a lacului Toplitz nu era exploatată la acea vreme, iar lacul este foarte adânc și îndepărtat, a fost construită o stație de testare pe malul de nord-vest în primăvara anului 1943.
Prima serie de teste a început în septembrie 1943 pentru a investiga efectele din apropiere și la mare distanță ale explozivilor în exploziile subacvatice. Pentru măsurători a existat o plută pe lac cu oscilografe și alte aparate de măsurare. Primele teste au fost efectuate cu trinitrotoluen la mai puțin de 10 kg. La 31 iulie 1944, investigațiile privind explozivii de la Lacul Toplitz au fost finalizate.
După ce investigațiile privind explozivii au fost finalizate, au început lucrările la Proiectul „Ursel” în vara anului 1944. Aceasta cuprindea proiectarea unei rachete subacvatice planificată pentru uz defensiv. În cazul unui atac cu bombe subacvatice, rachetele erau menite să permită submarinului în imersiune să scape.

### Sfârșitul războiului
La începutul lunii aprilie 1945 a fost emis ordinul de dizolvare a biroului CPVA. Echipamente, documente și explozibili au fost distruse. Aparatele de măsurare de la stația experimentală au fost scufundate în lac. Explozivii rămași au fost detonați pe mal. Echipamentele rămase, cum ar fi propulsoarele pentru rachetele subacvatice, au fost arse. La sfârșitul lunii aprilie - începutul lunii mai s-a efectuat un transport, parte al Operațiunii Bernhard, din sublagărul Redl-Zipf către Salzkammergut. Transportul conținea lăzi cu bancnote falsificate de lire sterline, care au fost aruncate în lac. Din cauza cantității mari de bani falși, arderea a fost exclusă și s-a decis scufundarea lăzilor.

### Comoara din lac
Deși oamenii erau conștienți de aruncarea lăzilor în lac, acțiunii s-a acordat puțină importanță. Odată cu apariția zvonurilor despre relocarea unei mari bogății în Ausseerland, interesul pentru lacul Toplitz a crescut din nou. Au existat speculații că în lăzi ar fi obiecte de valoare, bijuterii, aur, valută, platină etc., iar ziarele au reluat subiectul.
De exemplu, se spune că în lac există aur din comoara lui Erwin Rommel, despre care se spune că Obersturmbannführer-ul SS Otto Skorzeny l-ar fi adus din Italia. Au existat speculații că dosarele de la Biroul principal de securitate al Reichului sau jurnalele lui  Himmler s-ar afla sub apele lacului. Au mai apărut zvonuri că diverse morți din anii postbelici de până în 1950 au fost legate de căutarea comorilor ascunse. Majoritatea rapoartelor sunt exagerate sau complet fictive.

## Recuperări

### 1959, revista Stern
După un an și jumătate de cercetări ale jurnalistului de la revista Stern, Wolfgang Löhde, săptămânalul german a publicat în 1959 o serie de articole despre Operațiunea Bernhard. Serialul, care a apărut în 15 episoade, a fost tipărit între 25 iulie 1959 și 31 octombrie 1959 în numerele 30 până la 44 și s-a intitulat Bani fără număr. Istoria celei mai mari operațiuni de falsificare de bancnote din câte au existat vreodată (în germană : Geld wie Heu. Die Geschichte des größten Geldfälscherunternehmens). În același timp, Löhde a inițiat prima operațiune de salvare din lacul Toplitz, în timpul căreia prima cutie de bancnote falsificate de cinci lire a fost recuperată la 26 iulie 1959. În următoarele câteva săptămâni au fost recuperate cutii suplimentare care conțineau bancnote de lire sterline în valoare, la vremea aceea, de 12 milioane de mărci, plăci de imprimare a bancnotelor și material de război naval. Acțiunea a fost oprită la 28 august 1959 fără a se prezenta motive.

### 1963 Recuperarea făcută de Ministerul de Interne

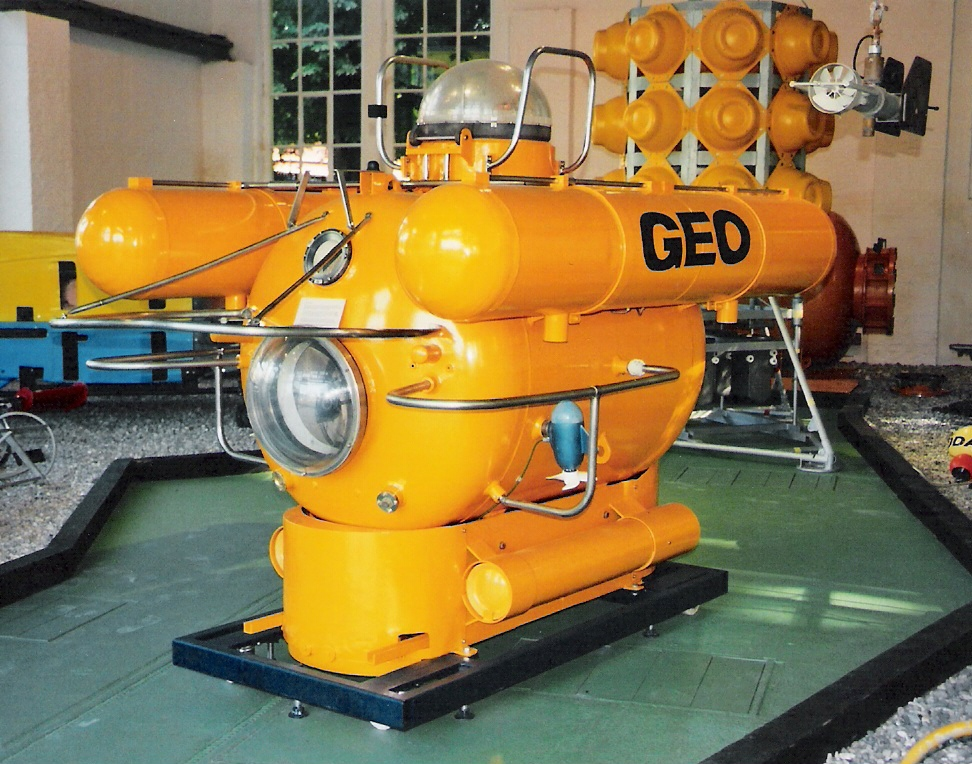
Imersibilul Geo im Ozeaneum Stralsund (2006)

Cea mai complexă operațiune de salvare de până acum la Lacul Toplitz a avut loc în 1963 de către Ministerul Federal de Interne. Pe 6 octombrie 1963, un scafandru din München, Alfred Egner în vârstă de 19 ani, s-a înecat în lac. Inițiatorii acestei scufundări au fost Georg Freiberger din Starnberg și Karl-Heinz Schmidt din Bonn. În timpul războiului, Freiberger a lucrat pentru Departamentul Apărării din Departamentul II (Sabotaj și acțiuni subversive). Fundalul exact al acestei scufundări nu a fost clarificat până în prezent. După ce cadavrul a fost găsit și recuperat la 31 octombrie 1963, operațiunea de recuperare a continuat până la începutul lunii decembrie la indicațiile Ministerului Federal de Interne. Au fost găsite lăzi cu bani contrafăcuți și relicve de război. Recuperările nu a fost reluată după pauza de iarnă din motive de cost.

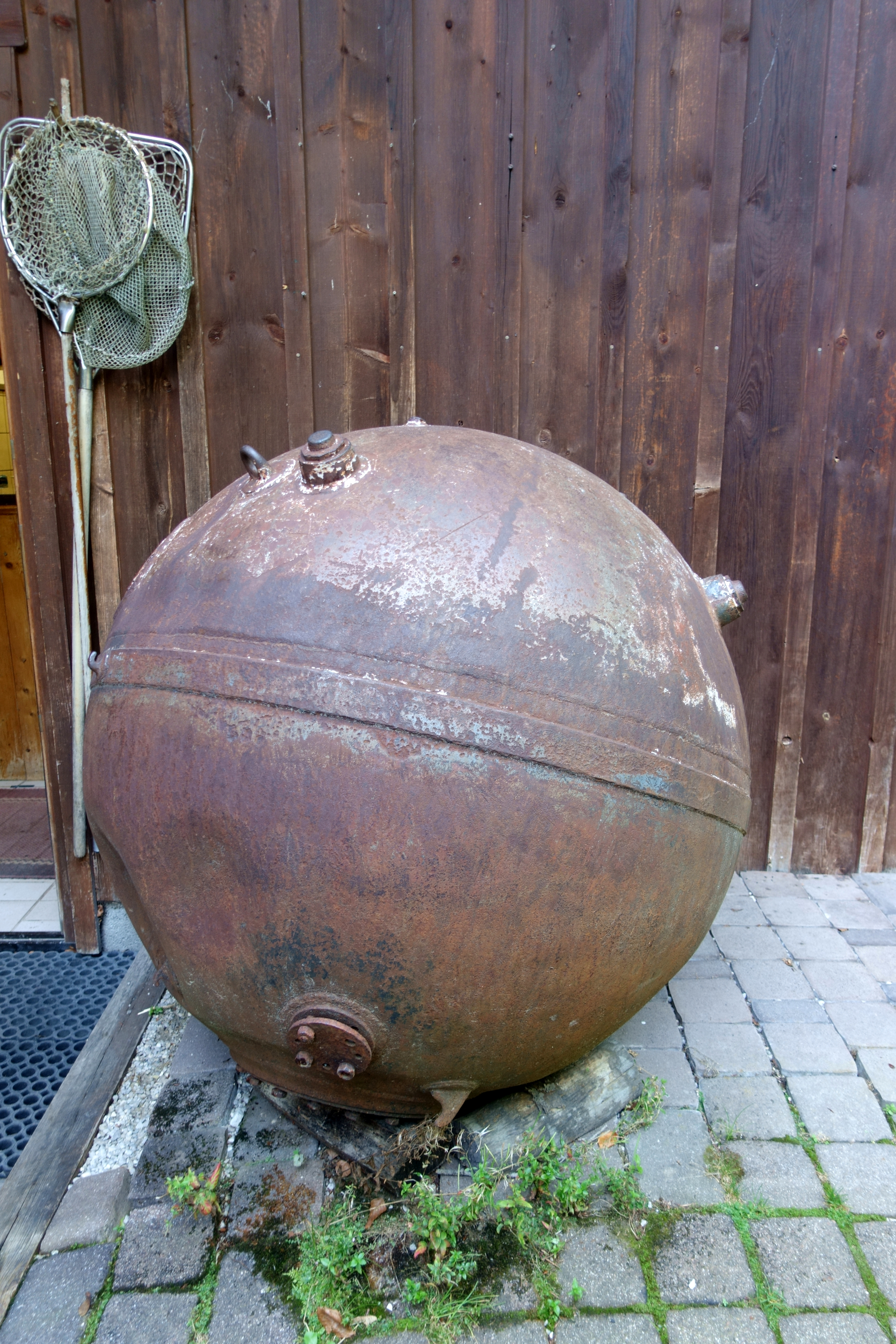
O mină marină recuperată din lac

### Alte recuperări și scufundări
În 1978 și între 1983 și 1986, serviciul de deminare al Armatei Federale a întreprins mai multe scufundări în care a fost folosit pentru prima dată un submarin. Mai multe mine marine și alte relicve de război au fost scoase la iveală.
În 983, Hans Fricke și angajații au făcut scufundări în submersibilul GEO. De asemenea, au găsit doar lăzi cu bani falși și relicve de război.

## Lacul Toplitz în artă
- În 1959, filmul Comoara din lacul Toplitz cu Gert Fröbe a fost filmat pe malul lacului. Filmul tratează recuperarea din 1959 făcută de revista Stern.

- În filmul Goldfinger din 1964, agentul James Bond îl ademenește pe răufăcător Auric Goldfinger, interpretat tot de Gert Fröbe, cu un lingou de aur, provenită din Lacul Toplitz.